# José Luis Rey
José Luis Rey Cano (Puente Genil, 3 de abril de 1973) es un poeta, traductor y ensayista español.

## Biografía
Se dio a conocer como  poeta en 1996, a sus veintitrés años,  con el libro  Un evangelio español , que obtuvo el accésit del premio  Adonais de ese año y el premio Andalucía de la Crítica a la Opera Prima, libro que llevaba al frente una generosa carta- prólogo de Pere Gimferrer. Tras realizar estudios parciales de Derecho, se licenció en Filología Hispánica por la Universidad de Córdoba. Se doctoró cum laude con una tesis sobre la poesía de Pere Gimferrer, dirigida por el profesor Pedro Ruiz Pérez, titulada Caligrafía del fuego. La poesía de Pere Gimferrer. Traductor de poesía inglesa, vive en la ciudad de Córdoba dedicado plenamente a la literatura.

## Obra
Como poeta, es autor de los siguientes libros: La luz y la palabra, La familia nórdica, Volcán vocabulario (La luz y la palabra II), Barroco , Las visiones, La fruta de los mudos, La epifanía y El dorado, todos ellos publicados por la editorial Visor. Poemas suyos han sido traducidos a una decena de idiomas, entre ellos al inglés en la Universidad de Harvard. Como ensayista ha publicado Caligrafía del fuego. La poesía de Pere Gimferrer en la editorial Pre-textos y ha desarrollado su poética en el ensayo Jacob y el ángel (La poética de la víspera), aparecido en la editorial Devenir. Un ensayo más reciente es Los eruditos tienen miedo (Espíritu y lenguaje en poesía), publicado por La Isla de Siltolá. En 2017 publica un nuevo ensayo: En el blanco infinito. Juan Ramón Jiménez (Huerga y Fierro). Ha traducido también las Poesías completas de Emily Dickinson y las Poesías completas de T. S. Eliot (en dos volúmenes) para Visor. En 2018 ha publicado su obra poética más extensa y ambiciosa, La epifanía (Visor). En 2019 ha publicado el corpus de su poesía adolescente bajo el título Adolescente fui en días idénticos a nubes. Poesía 1987-1992  en la editorial Vitruvio. También en 2019, editado por Berenice, aparece su ensayo Brujas a mediodía. Anotaciones a la poesía de Claudio Rodríguez, una muy personal aproximación a la poesía de un grande del 50. Su traducción de Harmonium, la gran primera obra de Wallace Stevens aparece a finales de 2019, editada por Reino de Cordelia. Ha dado hasta ahora dos volúmenes de memorias y diarios: La prosa del soldado (Litopress) y Veintiocho fragmentos de mi infancia (Utopía Libros). En 2021 edita en Reino de Cordelia una vasta antología poética de P. B. Shelley, poeta que admira desde su adolescencia. A principios de 2022 Visor publica su versión del Retrato del artista cachorro, libro que recoge los primeros recuerdos y vivencias del gran poeta galés Dylan Thomas. Una nueva traducción aparece en la editorial Berenice en abril de 2022;  Poesía completa de John Keats. En septiembre de 2022 aparece su traducción de In memoriam y otros poemas, de Alfred Lord Tennyson,  en la editorial Cátedra, en su prestigiosa colección de Letras Universales. En octubre de 2022 obtiene el Premio de Poesía Lorenzo Gomis a un único poema, convocado por la revista El Ciervo, por su poema titulado Los iconos. En enero de 2023 ve la luz su poema largo El dorado (Visor, Madrid, 2023), un canto al Espíritu y a los afortunados que lo poseen. Este poema cierra, como cima y síntesis de todo lo anterior, su obra poética, la escrita con su nombre. A partir de aquí escribirá poesía mediante dos heterónimos. También en 2023 aparecen dos nuevas traducciones: Ensayos completos de la Premio Nobel Louise Glück (Visor) y Poesía reunida de Kathleen Raine (Linteo). En noviembre de 2023 se publica en la editorial cordobesa Cántico la segunda edición definitiva de un libro en prosa fundamental para conocer su obra: Jacob y el ángel. La poética de la víspera. En 2024 aparece en la colección Letras Universales de Cátedra su traducción de Poesía Completa de Samuel Taylor Coleridge. En noviembre de 2024 aparece en la editorial Berenice su libro de memorias y dietario titulado El arpa y el viento. En 2025 aparece en Cátedra, en Letras Universales, una nueva traducción: Prometeo liberado, de P. B. Shelley. Se cierra así su particular homenaje y su proyecto de difusión, junto a la extensa antología publicada anteriormente por Reino de Cordelia, de la poesía de Shelley en español.           

## Premios y distinciones
Entre otros, ha obtenido los siguientes premios: 
- Accésit del Premio Adonáis 1996.
- Premio Andalucía de la Crítica a la Opera Prima 1997.
- Premio Internacional Gerardo Diego 2005.
- Premio Internacional de Poesía Jaime Gil de Biedma 2006.
- Premio Internacional de Poesía Fundación Loewe 2009.
- Premio Tiflos de Poesía 2012.
- Premio Internacional de Poesía Ciudad de Melilla 2015.
- Premio Lorenzo Gomis de Poesía 2022 a un único poema, convocado por la revista El Ciervo.